# Henry Krauss
Pour les articles homonymes, voir Krauss.
 (juillet 2017).
Si vous disposez d'ouvrages ou d'articles de référence ou si vous connaissez des sites web de qualité traitant du thème abordé ici, merci de compléter l'article en donnant les références utiles à sa vérifiabilité et en les liant à la section « Notes et références ».
Henri Kraus dit Henry Krauss , né le 26 avril 1866 à Paris 9e et mort le 15 décembre 1935 à Paris 18e, est un acteur et réalisateur français.
Il est inhumé au cimetière du Père-Lachaise (43e division).

## Biographie
Certaines sources le disent frère ou cousin du comédien Charles Krauss.

## Théâtre
- 1893 : Valet de cœur, mise en scène André Antoine, au Théâtre-Libre (27 avril) : Charles
- 1894 : La Peur des coups, de Georges Courteline, au théâtre d'Application
- 1895 : Salomé, drame en 1 acte d'Armand Silvestre et Meltzer, au théâtre de l'Athénée (4 mars) : Hérode
- 1897 : Don César de Bazan, drame en 5 actes de Philippe Dumanoir et Adolphe d'Ennery, au théâtre de la Porte-Saint-Martin (19 mai) : Don César[5]
- 1902 : Jean La Cocarde, drame en 5 actes d'Eugène Gugenheim et Georges Le Faure, au théâtre de l'Ambigu-Comique (8 février) : Jean Ferrand
- 1902 : Gigolette, drame en 5 actes de Pierre Decourcelle et Edmond Tarbé des Sablons, au théâtre de l'Ambigu-Comique (22 mars) : Jean Vauquelin
- 1902 : Arlequin-Roi, drame en 4 actes de Rudolph Lothar, traduction et adaptation de Robert de Machiels, au théâtre de l'Odéon (1er octobre) : Arlequin
- 1902 : Théroigne de Méricourt, pièce en 6 actes de Paul Hervieu, au théâtre Sarah-Bernhardt (23 décembre) : Lachesnaye
- 1903 : La Tour de Nesle, drame en 5 actes d'Alexandre Dumas et Frédéric Gaillardet, au théâtre de la Porte-Saint-Martin (février) : Buridan
- 1903 : La Sorcière, drame en 5 actes de Victorien Sardou, au théâtre Sarah-Bernhardt (15 décembre) : Don Lopez de Padilla
- 1904 : Varennes, pièce en 6 tableaux d'Henri Lavedan et G. Lenôtre, au théâtre Sarah-Bernhardt (22 avril) : Mr Sauce
- 1904 : L'Embarquement pour Cythère, comédie en 4 actes d'Emile Veyrin, au théâtre des Bouffes-Parisiens (13 octobre) : le chevalier Florestan
- 1904 : La Fin de l'amour, fantaisie en 4 actes de Roberto Bracco, au théâtre des Bouffes-Parisiens (24 novembre) : le comte de Fontaneau
- 1904 : Rabelais, d'Albert du Bois, au théâtre des Bouffes-Parisiens (11 décembre) : Angelot Pignon
- 1911 : Les Frères Karamazov, de Jacques Copeau et Jean Croué d'après Fiodor Dostoïevski, mise en scène Jacques Copeau et Arsène Durec, au théâtre des Arts
- 1928 : L'Enfant prodigue, pantomime de Michel Carré fils, au théâtre Femina (21 mai) : Pierrot père

### Cinéma

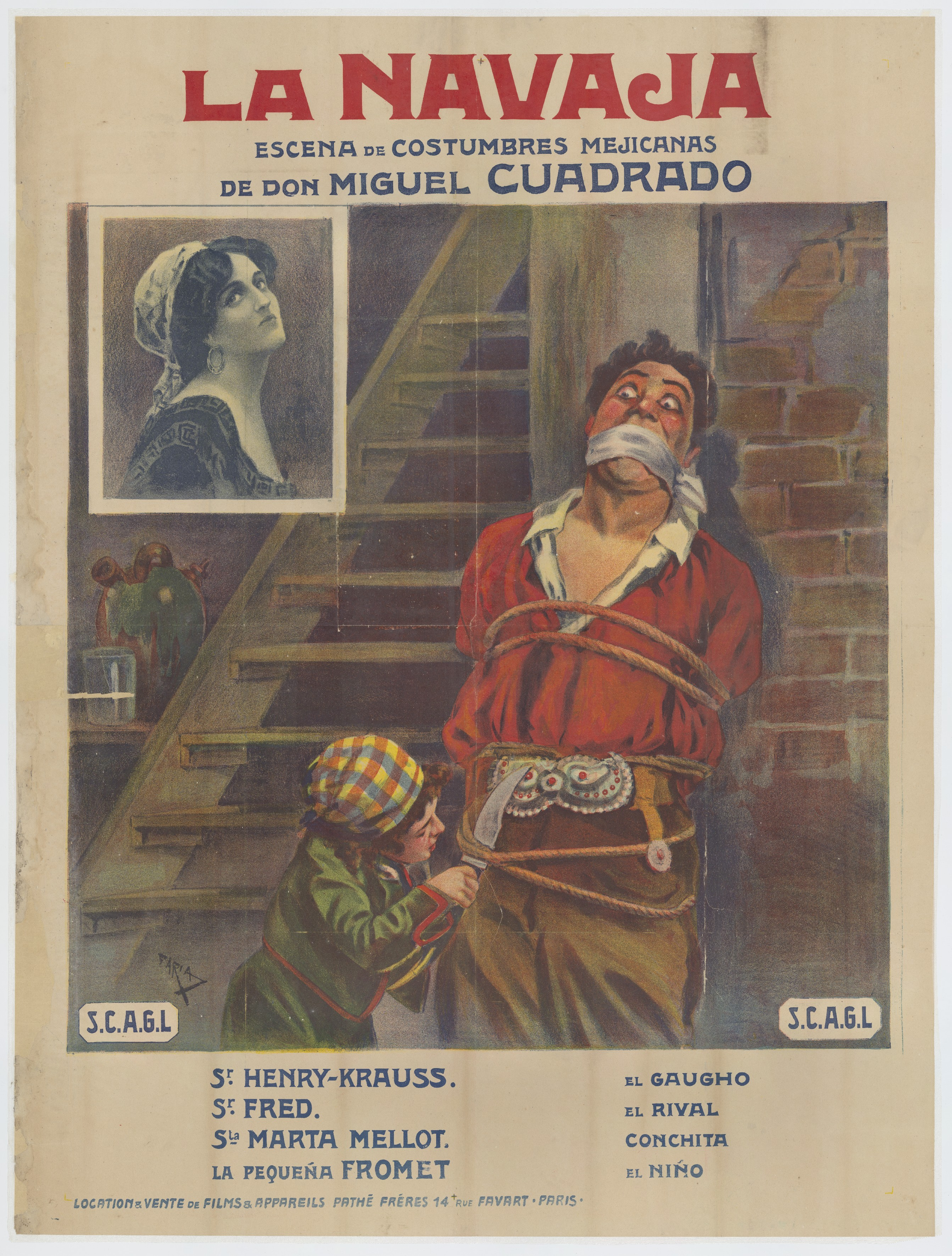
Affiche par Faria pour le film La Navaja de Pathé, avec Henry Krauss, 1911. Collection EYE Film Instituut Nederland.

## Filmographie

### Comme acteur
- 1908 : Un duel sous Richelieu, d'André Calmettes
- 1910 : La Grève des forgerons de Georges Monca
- 1910 : Le Revenant de Georges Denola
- 1911 : La Navaja de Michel Carré
- 1911 : Notre-Dame de Paris, d'Albert Capellani (court métrage) : Quasimodo
- 1911 : Un clair de lune sous Richelieu d'Albert Capellani
- 1911 : Tristan et Yseult d'Albert Capellani
- 1911 : L'Inespérée Conquête  de Georges Monca
- 1911 : L'oiseau s'envole d'Albert Capellani
- 1912 : Une intrigue à la cour d'Henri VIII, de Camille de Morlhon
- 1912 : Les Mystères de Paris d'Albert Capellani
- 1913 : Germinal, d'Albert Capellani : Émile Lantier
- 1913 : La Glu d'Albert Capellani
- 1915 : En famille de Georges Monca
- 1916 : Pendant la bataille, d'Henry Krauss : le capitaine
- 1916 : Papa Hulin, d'Henry Krauss : papa Hulin
- 1917 : Les Frères corses, d'André Antoine : Alexandre Dumas père
- 1917 : Le Chemineau
- 1918 : Marion de Lorme, d'Henry Krauss
- 1919 : Le Fils de Monsieur Ledoux, d'Henry Krauss : M. Ledoux
- 1919 : Le destin est maître de Jean Kemm
- 1920 : Quatre-vingt-treize, d'Albert Capellani et André Antoine : Cimourdain
- 1921 : Fromont jeune et Risler aîné, d'Henry Krauss : Guillaume Risler aîné
- 1921 : Les Trois Masques, d'Henry Krauss : Della Corda
- 1922 : Le Diamant noir, d'André Hugon : Monsieur de Mitry
- 1924 : Les Ombres qui passent d'Alexandre Volkoff : Barclay père
- 1924 : Credo ou la Tragédie de Lourdes, de Julien Duvivier : Vincent Leverrier
- 1925 : Poil de Carotte, de Julien Duvivier : Mr Lepic
- 1929 : La Divine Croisière, de Julien Duvivier
- 1930 : Le Procureur Hallers
- 1930 : La Symphonie pathétique, d'Henri Étiévant, Mario Nalpas
- 1934 : Le Bonheur du jour
- 1934 : Les Misérables, de Raymond Bernard : Monseigneur Myriel

### En tant qu'assistant-réalisateur
- 1927 : Napoléon d'Abel Gance.

### En tant que réalisateur
- 1915 : Un pauvre homme de génie
- 1916 : Pendant la bataille
- 1917 : Le Chemineau
- 1918 : Papa Hulin
- 1918 : Marion de Lorme
- 1919 : Le Fils de Monsieur Ledoux
- 1921 : Fromont jeune et Risler aîné
- 1921 : Les Trois Masques
- 1925 : Le Calvaire de Dona Pia

## Sources
- Principaux artistes : M. Henry Krauss, article (avec photographie de l'acteur) paru dans la revue Le Photo-programme illustré en 1899[6]
- Vedettes d'aujourd'hui : Henry Krauss, article (avec photographie de l'acteur) paru dans la revue Cinéa en 1924[7]